# Heinrich Ernst von der Planitz
Heinrich Ernst Edler von der Planitz (* 1723 in Seedorf, Kreis Crossen; † 15. Dezember 1793 in Prenzlau) war ein preußischer Generalmajor und Kommandeur des Infanterieregiments „von Kleist“.

## Leben

### Militärlaufbahn
Planitz besuchte ab 1. Juli 1739 das Kadettenhaus in Berlin und wurde am 23. November 1741 als Unteroffizier im Infanterieregiment „von Selchow“ der Preußischen Armee angestellt. Während des Zweiten Schlesischen Krieges nahm er an den Schlachten von Hohenfriedberg und Kesselsdorf sowie an der Belagerung von Prag und dem Gefecht bei Habelschwerdt teil. Am 16. März 1746 wurde Planitz Fähnrich im Regiment, am 28. Februar 1759 Sekondeleutnant und am 19. November 1756 Premierleutnant. Während des Siebenjährigen Krieges wurde er am 5. September 1759 zum Stabshauptmann befördert.
Nach dem Krieg wurde er am 2. März 1762 Hauptmann und Kompaniechef, dann am 9. Februar 1778 Major. Planitz nahm 1778/79 am Bayerischen Erbfolgekrieg teil und wurde am 25. März 1778 Bataillonskommandeur. Am 27. Mai 1787 stieg er zum Oberstleutnant und am 28. Mai 1789 zum Oberst sowie am 25. März 1790 zum Regimentskommandeur auf. Am 22. Oktober 1792 erhielt er für seine Dienste den Orden Pour le Mérite. Am 18. Januar 1793 bekam er seine Demission als Generalmajor mit einer Pension von 800 Talern. Er starb am 15. Dezember 1793 in Prenzlau in der Uckermark und wurde am 18. Dezember 1793 beigesetzt.

### Familie
Planitz heiratete am 19. August 1786 in Prenzlau Marie Dorothea Tiede (* 14. Juli 1721; † 16. Juli 1802). Das Paar hatte folgende Kinder:
- Karl Gottlieb Heinrich (* 1762; † 4. Februar 1826 in Gollmitz), Rittmeister a. D.
- Friedrich Ernst (* 3. Juli 1766; † 3. November 1820), Stabshauptmann der 1.Invalidenkompanie